# Ботижна
Боти́жна (рос. Ботыжная) — присілок у складі Верховазького району Вологодської області, Росія. Входить до складу Верхівського сільського поселення.

## Населення
Населення — 42 особи (2010; 56 у 2002).
Національний склад (станом на 2002 рік):
- росіяни — 96 %